# Biswamoyopterus
Biswamoyopterus es un género de roedores que habita en el sur y sudeste de Asia.
Se reconocen dos especies:
- Biswamoyopterus biswasi
- Biswamoyopterus laoensis[2]